# Vespiodes cerioidiformis
Vespiodes cerioidiformis är en tvåvingeart som beskrevs av Hesse 1969. Vespiodes cerioidiformis ingår i släktet Vespiodes och familjen Mydidae. Inga underarter finns listade i Catalogue of Life.